# 新居雄介

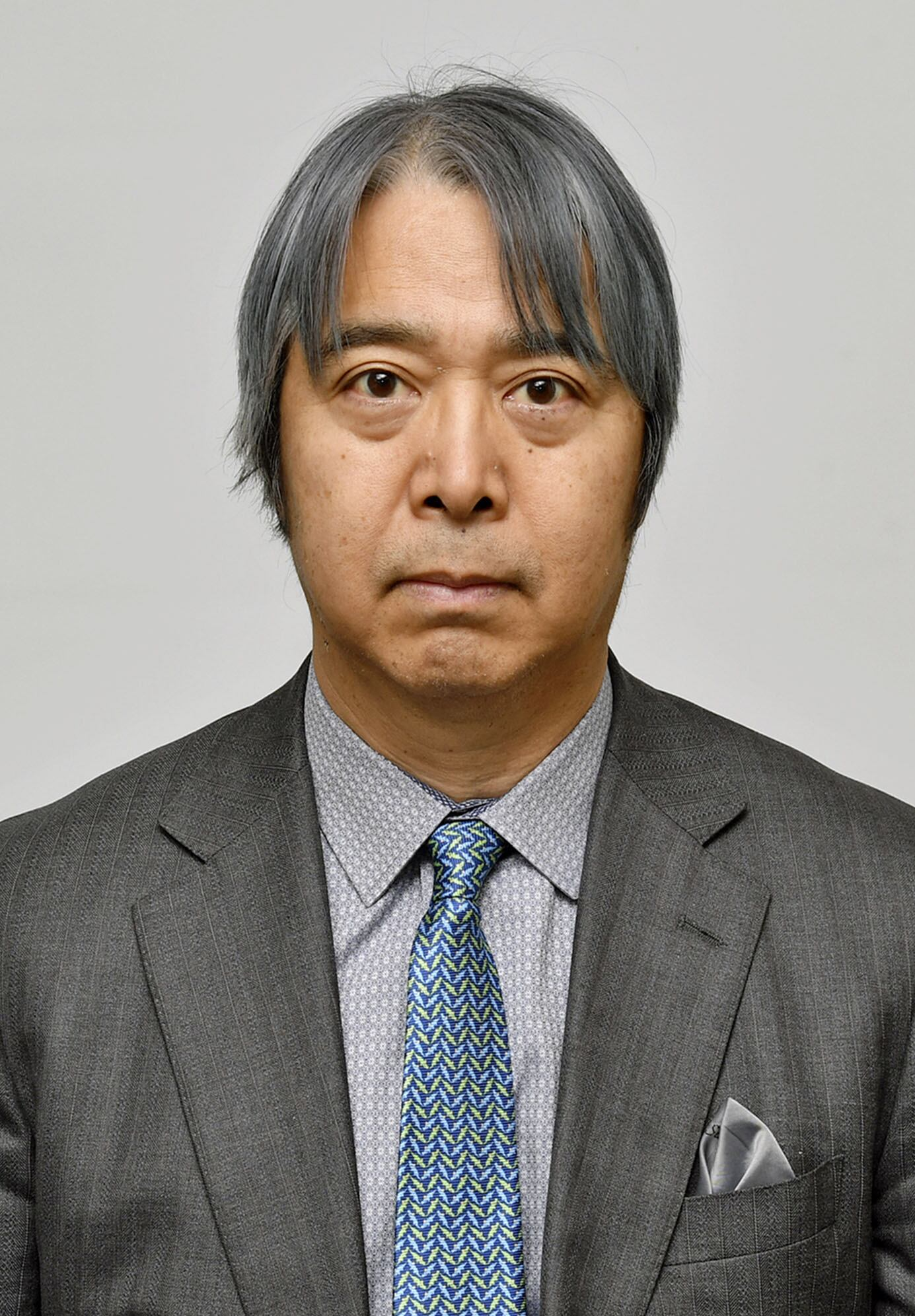
在イスラエル日本国大使館ウェブページより

新居 雄介（あらい ゆうすけ　1967年〈昭和42年〉1月17日 - ）は、日本の外交官。東京都出身。1990年（平成2年）3月、東京大学経済学部経営学科卒業後、外務省入省。在シンガポール大使館公使、大臣官房審議官、国際情報統括官等を経て、令和6年4月より、駐イスラエル大使。妻は松川るい。

## 略歴
- 1990年（平成2年）4月　外務省入省
- 2008年（平成20年）8月　北米局日米安全保障条約課企画官
- 2010年（平成22年）8月　在大韓民国日本国大使館 参事官
- 2013年（平成25年）8月　大臣官房広報文化外交戦略課長
- 2016年（平成28年）8月　総合外交政策局安全保障政策課長
- 2018年（平成30年）8月　在シンガポール日本国大使館 公使
- 2021年（令和3年）9月　大臣官房審議官兼国際情報統括官付
- 2021年（令和3年）11月　大臣官房審議官兼国際情報統括官付、総合外交政策局
- 2022年（令和4年）9月　国際情報統括官
- 2024年 (令和6年) 1月 大臣官房付
- 2024年 (令和6年) 4月 イスラエル国駐箚 特命全権大使[3]

## 同期
- 麻妻信一（24年ナミビア大使）
- 伊従誠（23年シアトル総領事）
- 岩本桂一（24年領事局長）
- 遠藤和也（24年フィリピン大使・22年国際協力局長・21年総合外交政策局兼領事局審議官）
- 大隅洋（23年サンフランシスコ総領事）
- 貴島善子（23年広州総領事）
- 小林麻紀（23年外務報道官・21年中南米局長・17年東京五輪組織委員会広報局長）
- 兒玉良則（23年ホノルル総領事）
- 徳田修一（24年在ロシア大使館公使・22年シドニー総領事）
- 野口泰（23年中南米局長・22年サンフランシスコ総領事・20年防衛省防衛政策局次長・17年サンパウロ総領事・15年宮崎県警察本部長）
- 山中修（24年シドニー総領事）